# Étienne Poggiale
 (mars 2013).
Si vous disposez d'ouvrages ou d'articles de référence ou si vous connaissez des sites web de qualité traitant du thème abordé ici, merci de compléter l'article en donnant les références utiles à sa vérifiabilité et en les liant à la section « Notes et références ».
Étienne Poggiale, né le 11 décembre 1870 à Valle-di-Mezzana (Corse-du-Sud) et mort le 2 octobre 1939, dit Napoléon Poggiale ou l'Empereur, fut une figure du crime organisé corse.

## Biographie
D'origine corse, Étienne Poggiale part très vite pour Toulon. Il exerce sur la Côte d'Azur diverses activités, les unes ostensibles comme représentant de commerce, mais surtout criminelles. L'homme, brun, de taille moyenne, a du rayonnement (il est surnommé Napoléon) et joue très vite un rôle de « juge de paix » du milieu corse notamment à partir d'une maison de jeu clandestine qu'il anime à Draguignan.
Condamné à plusieurs reprises il monte en région parisienne et ouvre un débit de boissons à Champigny. En fait il touche à de nombreux secteurs de la criminalité, notamment le jeu clandestin à Pigalle ou la fausse monnaie.
Il est aussi agent électoral du Parti radical et organise une garde corse pour Joseph Caillaux lors du procès de son épouse en 1914.
En 1919-1920, il tient une brasserie sur la place du Grand-Théâtre à Marseille où se seraient tenues les soirées officieuses et arrosées de la Fédération SFIO des Bouches-du-Rhône. De 1920 à 1925, il est délégué communiste dans les Bouches-du-Rhône. En 1925, il est élu maire de sa ville natale Valle-di-Mezzana.
Napoléon Poggiale est violemment attaqué par Léon Daudet et l'Action française lors de l'affaire Malvy.
Cette figure du milieu corse d'avant la Première Guerre mondiale meurt le 2 octobre 1939.